# Liste der französischen Präsidentschaftswahlen (5. Republik)
In der Fünften Französischen Republik wurden seit 1958 bislang zwölf Wahlen zum Präsidenten der Republik durchgeführt. Die Wahl 1958 war indirekt; stimmberechtigt waren 81.764 grands electeurs (Parlamentarier, Vertreter der Generalstände (conseillers généreaux) und Kommunalvertreter). Die folgenden Wahlen waren allgemein und direkt.
| Jahr | Wahlbeteiligung 2 (1) | Sieger 2. Wahlgang                                                               | Unterlegener 2. Wahlgang                                                              | Weitere Kandidaten 1. Wahlgang |
| ---- | --------------------- | -------------------------------------------------------------------------------- | ------------------------------------------------------------------------------------- | --- |
| 1958 | 99,42 % (-)           | Charles de Gaulle (UNR) 78,51 %                                                  | -                                                                                     | Georges Marrane (PCF) 13,03 % Albert Châtelet (Union des forces démocratiques UFD) 8,46 % |
| 1965 | 84,32 % (84,75 %)     | Charles de Gaulle (UNR) 55,20 % (44,65 %)                                        | François Mitterrand (Convention des institutions républicaines CIR) 44,80 % (31,72 %) | Jean Lecanuet (MRP) 15,57 % Jean-Louis Tixier-Vignancour (Comités Tixier-Vignancour CTV) 5,2 % Pierre Marcilhacy (Parti libéral européen PLE) 1,71 % Marcel Barbu (unabhängig) 1,15 % |
| 1969 | 68,85 % (77,59 %)     | Georges Pompidou (Union des démocrates pour la République UDR) 58,21 % (44,47 %) | Alain Poher (Centre démocrate CD) 41,79 % (23,31 %)                                   | Jacques Duclos (PCF) 21,27 % Gaston Defferre (SFIO) 5,01 % Michel Rocard (PSU) 3,61 % Louis Ducatel (DVG) 1,27 % Alain Krivine (Ligue communiste LC) 1,06 % |
| 1974 | 87,33 % (84,23 %)     | Valéry Giscard d’Estaing (RI) 50,81 % (32,60 %)                                  | François Mitterrand (PS) 49,19 % (43,25 %)                                            | Jacques Chaban-Delmas (UDR) 15,11 % Jean Royer (DVD) 3,17 % Arlette Laguiller (LO) 2,33 % René Dumont (Écologisme ECO) 1,32 % Jean-Marie Le Pen (FN) 0,75 % Émile Muller (Parti social-démocrate MDSF) 0,69 % Alain Krivine (FCR) 0,37 % Bertrand Renouvin (Nouvelle Action royaliste NAF) 0,17 % Jean-Claude Sebag (Mouvement fédéraliste européen MFE) 0,16 % Guy Héraud (Parti fédéraliste européen PFE) 0,08 % |
| 1981 | 85,85 % (81,09 %)     | François Mitterrand (PS) 51,76 % (25,85 %)                                       | Valéry Giscard d’Estaing (UDF) 48,24 % (28,32 %)                                      | Jacques Chirac (RPR) 18,00 % Georges Marchais (PCF) 15,35 % Brice Lalonde (Mouvement d'écologie politique MEP) 3,88 % Arlette Laguiller (LO) 2,30 % Michel Crépeau (MRG) 2,21 % Michel Debré (DVD) 1,66 % Marie-France Garraud (DVD) 1,33 % Huguette Bouchardeau (PSU) 1,11 % |
| 1988 | 84,06 % (81,38 %)     | François Mitterrand (PS) 54,02 % (34,10 %)                                       | Jacques Chirac (RPR) 45,98 % (19,94 %)                                                | Raymond Barre (UDF) 16,55 % Jean-Marie Le Pen (FN) 14,39 % André Lajoinie (PCF) 6,76 % Antoine Waechter (LV) 3,78 % Pierre Juquin (Nouvelle gauche pour le socialisme, l'écologie et l'autogestion NGSEA) 2,10 % Arlette Laguiller (LO) 1,99 % Pierre Boussel (auch als Pierre Lambert bekannt; Mouvement pour un parti des travailleurs MPPT) 0,38 % |
| 1995 | 79,66 % (78,38 %)     | Jacques Chirac (RPR) 52,64 % (20,84 %)                                           | Lionel Jospin (PS) 47,36 % (23,30 %)                                                  | Édouard Balladur (RPR) 18,58 % Jean-Marie Le Pen (FN) 15,00 % Robert Hue (PCF) 8,64 % Arlette Laguiller (LO) 5,30 % Philippe de Villiers (MPF) 4,74 % Dominique Voynet (LV) 3,32 % Jacques Cheminade (Fédération pour une nouvelle solidarité FNS) 0,28 % |
| 2002 | 79,71 % (71,60 %)     | Jacques Chirac (RPR) 82,81 % (19,88 %)                                           | Jean-Marie Le Pen (FN) 17,79 % (16,86 %)                                              | Lionel Jospin (PS) 16,18 % François Bayrou (UDF) 6,84 % Arlette Laguiller (LO) 5,72 % Jean-Pierre Chevènement (MDC) 5,33 % Noël Mamère (LV) 5,25 % Olivier Besancenot (LCR) 4,25 % Jean Saint-Josse (CPNT) 4,23 % Alain Madelin (DL) 3,91 % Robert Hue (PCF) 3,37 % Bruno Mégret (MNR) 2,34 % Christiane Taubira (PRG) 2,32 % Corinne Lepage (Citoyenneté, action, participation pour le XXIe siècle Cap21) 1,88 % Christine Boutin (Forum des républicains sociaux FRS) 1,19 % Daniel Gluckstein (Parti des travailleurs PT) 0,47 % |
| 2007 | 83,97 % (83,77 %)     | Nicolas Sarkozy (UMP) 53,06 % (31,18 %)                                          | Ségolène Royal (PS) 46,94 % (25,87 %)                                                 | François Bayrou (UDF) 18,57 % Jean-Marie Le Pen (FN) 10,44 % Olivier Besancenot (LCR) 4,08 % Philippe de Villiers (MPF) 2,23 % Marie-George Buffet (PCF) 1,93 % Dominique Voynet (LV) 1,57 % Arlette Laguiller (LO) 1,33 % José Bové (DVG) 1,32 % Frédéric Nihous (CPNT) 1,15 % Gérard Schivardi (PT) 0,34 % |
| 2012 | 80,35 % (79,48 %)     | François Hollande (PS) 51,64 % (28,63 %)                                         | Nicolas Sarkozy (UMP) 48,36 % (27,18 %)                                               | Marine Le Pen (FN) 17,90 % Jean-Luc Mélenchon (FG) 11,10 % François Bayrou (MoDem) 9,13 % Eva Joly (EÉLV) 2,31 % Nicolas Dupont-Aignan (DLR) 1,79 % Philippe Poutou (NPA) 1,15 % Nathalie Arthaud (LO) 0,56 % Jacques Cheminade (Solidarité et Progrès S&P) 0,25 % |
| 2017 | 74,56 % (77,77 %)     | Emmanuel Macron (EM) 66,10 % (24,01 %)                                           | Marine Le Pen (FN) 33,90 % (21,30 %)                                                  | François Fillon (LR) 20,01 % Jean-Luc Mélenchon (LFI) 19,58 % Benoît Hamon (PS) 6,36 % Nicolas Dupont-Aignan (DLF) 4,70 % Jean Lassalle (Résistons RES) 1,21 % Philippe Poutou (NPA) 1,09 % François Asselineau (UPR) 0,92 % Nathalie Arthaud (LO) 0,64 % Jacques Cheminade (S&P) 0,18 % |
| 2022 | 71,99 % (73,69 %)     | Emmanuel Macron (LREM) 58,55 % (27,85 %)                                         | Marine Le Pen (RN) 41,45 % (23,15 %)                                                  | Jean-Luc Mélenchon (LFI) 21,95 % Éric Zemmour (REC) 7,07 % Valérie Pécresse (LR) 4,78 % Yannick Jadot (EÉLV) 4,63 % Jean Lassalle (RES) 3,13 % Fabien Roussel (PCF) 2,28 % Nicolas Dupont-Aignan (DLF) 2,06 % Anne Hidalgo (PS) 1,74 % Philippe Poutou (NPA) 0,76 % Nathalie Arthaud (LO) 0,56 % |